# Stiff Little Fingers
Gli Stiff Little Fingers sono un gruppo punk rock formatosi a Belfast, Irlanda del Nord nel 1977 e tuttora in attività. Il gruppo ha subito negli anni moltissimi mutamenti di formazione.

## Storia del gruppo

### Gli inizi
Prima di assumere l'attuale nome, gli Stiff Little Fingers erano una cover band chiamata Highway Star. La formazione degli Highway Star comprendeva Jake Burns come voce e chitarra, Henry Cluney alla chitarra solista, Gordon Blair al basso e Brian Falloon alla batteria.
È il chitarrista Henry Cluney il primo a scoprire l'onda punk che parte da Londra e a convincere il resto del gruppo a votarsi alla nuova musica. Gordon Blair lascia il gruppo e viene sostituito da Ali McMordie. Highway Star non pare essere ai componenti del gruppo un nome abbastanza "punk" e così decidono di chiamarsi Stiff Little Fingers in omaggio ad una canzone dei Vibrators.
Nel novembre del 1977 Gordon Ogilvie, un giornalista locale, li vede dal vivo e rimane impressionato dall'energia del gruppo. Ogilvie, diventa manager del gruppo, e riesce a convincerli a scrivere del materiale proprio e a parlare delle cose che meglio conoscono, ovvero della vita a Belfast. Il gruppo entra in sala di incisione e dà alle stampe per la Rigid Digits (un'etichetta di loro proprietà) il loro primo singolo, che viene stampato in una limitata tiratura di 350 copie, con vinile di vario colore. Il singolo contiene due canzoni Suspect Device e Wasted Life. Ogilvie spedisce una copia a John Peel, deejay appassionato di musica punk, che inizia a trasmetterlo di frequente. Questo porta la casa discografica Rough Trade ad interessarsi al quartetto e a distribuire il singolo in Inghilterra. Nell'autunno del 1978 esce il primo singolo per Rough Trade intitolato Alternative Ulster, una canzone inizialmente scritta per una fanzine irlandese e che parla della difficile situazione politica nordirlandese e che diventerà il principale cavallo di battaglia del gruppo dal vivo, che ancora oggi continua ad eseguire.

### Inflammable Material
Dopo l'uscita del singolo il gruppo si imbarca in un tour di 28 date al seguito della Tom Robinson Band e fa uscire il suo primo album, dal titolo Inflammable Material, che nel febbraio 1979 debutta al numero 14 nelle classifiche di vendita.
Dopo l'uscita del disco, il gruppo decide di trasferirsi a Londra, ed il batterista Brian Falloon decide di lasciare il gruppo venendo sostituito da Jim Reilly, che farà il suo debutto nel singolo Gotta Gettaway.
Nella primavera del 1979 il gruppo si esibisce nei concerti di Rock Against Racism ed in estate firma con la major Chrysalis Records, con la quale fa uscire nel 1980 il secondo album intitolato Nobody's Heroes, che raggiunge il nono posto in classifica. La title track dell'album esce come singolo e raggiunge la posizione 15 nella classifica inglese. Nel 1981, dopo l'uscita del live Hanx, esce il terzo album in studio dal titolo Go for It. Il disco mostra un gruppo più maturo e la cui musica è ora un mix di vari generi musicali, dal reggae al rockabilly, al R&B, senza per questo perdere la potenza e la rabbia che ha contraddistinto la musica del gruppo fin dagli esordi. Dopo l'uscita del disco è la volta di Jim Reilly a lasciare il gruppo. Il suo posto viene preso da Dolphin Taylor, ex batterista della Tom Robinson Band.

### Lo scioglimento
Il quarto disco Now Then... esce nel settembre del 1982 e viene accolto tiepidamente dai fans, a causa della evidente svolta pop del gruppo. Jake Burns decide di lasciare il gruppo, dichiarando che "Now Then è il migliore disco che abbiamo mai fatto, ma sfortunatamente è anche il meglio che potremo mai fare". Questo porta di fatto allo scioglimento degli Stiff Little Fingers.

### La rinascita
Nel 1987 c'è un riavvicinamento tra i componenti del gruppo, che si riuniscono per suonare qualche data dal vivo senza grosse aspettative. Il mini tour si rivela invece un successo oltre ogni previsione e vengono aggiunte nuove date. Il tour culmina in un concerto alla Brixton Academy il 17 marzo del 1988. Da questo concerto vengono tratti un video e un doppio album che viene considerato il miglior live del gruppo.
Il gruppo è ora di nuovo insieme, ma nel 1990 Ali Mc Mordie decide di lasciare proprio una settimana prima del tour in Giappone, e viene sostituito al basso da Bruce Foxton, precedentemente bassista dei The Jam. Nel 1991 esce l'atteso nuovo album Flags and Emblems, che contiene il controverso brano Beirut Moon, dedicato alla situazione medio-orientale. Nel 1993 Jake Burns chiede al chitarrista Henry Cluney di lasciare il gruppo, la cui formazione rimane quindi composta da Jake Burns, Bruce Foxton e Dolphin Taylor, a cui si aggiungeranno nelle esibizioni live Dave Sharp e, successivamente, Ian McCallum.
Nel 1994 esce Get a Life. Nel 1996 è la volta di Dolphin Taylor a lasciare il gruppo, mentre entrano Steve Grantley come batterista e Ian McCallum come chitarrista. Questa formazione incide nel 1997 Tinderbox, album che viene inciso per la etichetta indipendente Abstract Label. La distribuzione del disco viene però ritenuta insufficiente dal gruppo, e il disco verrà riedito nel 2002 dalla EMI con l'aggiunta di 5 pezzi dal vivo registrati a Newcastle il 15 e 16 settembre del 1998.
Nel 1999 il gruppo pubblica un nuovo album dal titolo Hope Street, in due versioni diverse, una per il mercato americano e l'altra per il mercato inglese. Sempre nel 1999 viene pubblicato con un numero limitato di copie un album dal vivo dal titolo Handheld and Rigidly Digital.
Nel 2003, dopo quattro anni di silenzio, gli Stiff Little Fingers fanno uscire un nuovo album dal titolo Guitar and Drum. Il disco contiene Strummerville, un sentito omaggio a Joe Strummer, ex-cantante e chitarrista dei The Clash, scomparso nel dicembre del 2002. Nel 2006 Bruce Foxton abbandona il gruppo e fa il suo ritorno Ali McMordie.

## Timeline componenti*
*Dal 1982 al 1987 la band è rimasta inattiva

## Formazione

### Formazione attuale
- Jake Burns - voce chitarra
- Iam McCallum - chitarra
- Ali McMordie - basso
- Steve Grantley - batteria

### Principali ex Componenti
- Henry Cluney - chitarra
- Dolphin Taylor - batteria
- Bruce Foxton - basso

## Discografia

### Album in studio
- 1979 - Inflammable Material
- 1980 - Nobody's Heroes
- 1981 - Go for It
- 1982 - Now Then...
- 1991 - Flags and Emblems
- 1994 - Get a Life
- 1997 - Tinderbox
- 1999 - Hope Street
- 2003 - Guitar and Drum
- 2014 - No Going Back

### Live
- 1979 - The Christmas Album
- 1979 - Broken Fingers/Live in Aberdeen
- 1980 - Hanx
- 1988 - Live and Loud
- 1988 - No Sleep 'Til Belfast
- 1989 - See You Up There
- 1991 - Fly the Flags
- 1999 - Handheld and Rigidly Digital
- 2008 - Live and Loud/Fly the Flags

### Raccolte
- 1983 - All the Best
- 1988 - Greatest Hits Live
- 1991 - Alternative Chartbusters

### Singoli
- 1978 - Suspect Device
- 1978 - Alternative Ulster
- 1979 - Gotta Gettaway
- 1979 - Straw Dogs
- 1980 - At the Edge
- 1980 - Nobody's Hero
- 1980 - Back to Front
- 1981 - Just Fade Away
- 1981 - Silver Lining
- 1982 - Listen
- 1982 - Talkback
- 1982 - Bits of Kids
- 1982 - Price of Admission
- 1991 - Beirut Moon
- 1994 - Get a Life
- 2004 - Guitar and Drum